# Койтнер, Хельмут
Хельмут Койтнер (также Кёйтнер, нем. Helmut Käutner; 25 марта 1908[…], Дюссельдорф, Пруссия — 20 апреля 1980[…], Кастеллина-ин-Кьянти, Тоскана) — немецкий режиссёр и актёр. Один из наиболее влиятельных кинорежиссёров в немецком кинематографе.

## Биография
Сын дюссельдорфского предпринимателя, Хельмут Койтнер учился в Мюнхене. В 1931—1935 годах состоял в труппе кабаре «Палач». В 1936—1939 годах служил в Лейпцигском драматическом театре актёром и режиссёром. Карьеру кинорежиссёра начал с фильма «Китти и международная конференция», хотя опыт в кино уже приобрёл в качестве сценариста фильма «Крейсер „Эмден“».
Койтнер не участвовал в движении Сопротивления, но в нацистской Германии проявлял определённую независимость в своём творчестве. Фильм «Китти и международная конференция» был обвинён национал-социалистической цензурой в пробританской направленности и запрещён. Фильмы «Улица Большая Свобода, 7» и «Под мостами» подчёркивали индивидуальность и резко контрастировали с нацистским мировоззрением. Фильмы «Платье делает людей» и «Романс в миноре» также не соответствовали идеалам национал-социалистического кинематографа.
Первый послевоенный фильм Койтнера «В те дни» повествовал о послевоенной действительности. В 1954 году Койтнер выступил режиссёром антивоенного фильма «Последний мост», удостоенного приза Каннского кинофестиваля. Славу Койтнеру также обеспечил фильм «Людвиг II: Блеск и падение короля», а также экранизации произведений Карла Цукмайера «Генерал дьявола» с Курдом Юргенсом в главной роли и «Капитан из Кёпеника» с Хайнцем Рюманом в главной роли, а также «Шиндерханнес» вновь с Курдом Юргенсом. В 1959 году в США Койтнер снял Чарльза Коберна и Сандру Ди в фильме «Незнакомец в моих руках». После Оберхаузенского манифеста 1962 года, в котором о себе заявили представители Нового немецкого кино, Койтнер ушел из кинематографа и стал работать на телевидении, время от времени снимался сам и работал режиссёром в театре, а также ставил радиоспектакли.
В 1934 году Хельмут Койтнер женился на актрисе Эрике Бальке, которая начиная с «Последнего моста» работала ассистентом режиссёра практически на всех его фильмах. Последние годы жизни тяжело больной Койтнер провёл с супругой в своём доме в Тоскане на севере провинции Сиена.
Хельмут Койтнер похоронен на Лесном кладбище в берлинском районе Целендорф. С 1982 года в память о режиссёре в его родном городе Дюссельдорфе вручается Премия Хельмута Койтнера. Именем Койтнера названы улицы в Эссене, Берлине и Мюнхене.

## Фильмография
- 1932: Kreuzer Emden
- 1939: Die Stimme aus dem Äther
- 1939: Salonwagen E 417
- 1939: Marguerite: 3 / Eine Frau für Drei
- 1939: Schneider Wibbel
- 1939: Китти и международная конференция — Kitty und die Weltkonferenz
- 1940: Платье делает людей — Kleider machen Leute
- 1940: Frau nach Maß
- 1941: Auf Wiedersehn, Franziska
- 1942: Anuschka
- 1942: Wir machen Musik
- 1943: Романс в миноре — Romanze in Moll
- 1944: Улица Большая Свобода, 7 — Große Freiheit Nr. 7
- 1944: Под мостами — Unter den Brücken
- 1947: В те дни — In jenen Tagen
- 1947: Film ohne Titel
- 1948: Der Apfel ist ab
- 1949: Königskinder
- 1950: Epilog — Das Geheimnis der Orplid
- 1951: Weiße Schatten
- 1951: Nachts auf den Straßen
- 1952: Käpt’n Bay-Bay
- 1954: Последний мост — Die letzte Brücke
- 1954: Портрет незнакомки — Bildnis einer Unbekannten
- 1955: Людвиг II: Блеск и падение короля — Ludwig II. — Glanz und Ende eines Königs
- 1955: Генерал дьявола — Des Teufels General
- 1955: Небо без звёзд — Himmel ohne Sterne
- 1955: Ein Mädchen aus Flandern
- 1956: Капитан из Кёпеника (Сила мундира) — Der Hauptmann von Köpenick
- 1956: Монпти — Monpti
- 1957: Помолвка в Цюрихе — Die Zürcher Verlobung
- 1958: Незнакомец в моих руках — Stranger in My Arms
- 1958: The restless years
- 1958: Шиндерханнес — Der Schinderhannes
- 1959: Седанский гусь — Die Gans von Sedan
- 1959: Остальное — молчание — Der Rest ist Schweigen
- 1960: Стакан воды — Das Glas Wasser
- 1961: Zu jung für die Liebe?!
- 1961: Чёрный гравий — Schwarzer Kies
- 1961: Der Traum von Lieschen Müller
- 1962: Рыжая — Die Rote
- 1962: Annoncentheater
- 1963: Vorspiel auf dem Theater
- 1963: Дом в Монтевидео — Das Haus in Montevideo
- 1964: Das Gespenst von Canterville
- 1964: Lausbubengeschichten
- 1965: Romulus der Große
- 1965: Die Flasche
- 1965: Robin Hood, der edle Ritter
- 1966: Leben wie die Fürsten
- 1966: Die spanische Puppe
- 1966: Verbotenes Land
- 1967: Stella
- 1967: Valentin Katajews chirurgische Eingriffe in das Seelenleben des Dr.Igor Igorowitsch
- 1967: Der Teufel und der liebe Gott
- 1967: Ein Mann namens Harry Brent
- 1967: Bel ami
- 1968: Babeck
- 1969: Tagebuch eines Frauenmörders
- 1969: Christoph Kolumbus oder Die Entdeckung Amerikas
- 1969: Das Bastardzeichen
- 1969: Einladung ins Schloß oder Die Kunst das Spiel zu spielen
- 1970: Messer im Rücken
- 1970: Die Feuerzangenbowle
- 1970: Anonymer Anruf
- 1970: Ständig in Angst Hauser’s Memory
- 1971: Die Frau in Weiß
- 1971: Die gefälschte Göttin
- 1971: Der trojanische Sessel
- 1971: Die seltsamen Abenteuer des geheimen Kanzleisekretärs Tusmann
- 1971: Место преступления — Der Richter in Weiß
- 1972: Ornifle oder der erzürnte Himmel
- 1972: Versuchung im Sommerwind
- 1973: Van der Valk und die Reichen
- 1973: Die preußische Heirat
- 1974: Деррик — Stiftungsfest
- 1974: Карл Май — Karl May
- 1975: Деррик — Nur Aufregungen für Rohn
- 1975: Hundert Mark. Episode: Die Gage
- 1976: Feinde
- 1976: Margarete in Aix
- 1976: Деррик — Auf eigene Faust
- 1977: Eichholz & Söhne
- 1977: Mulligans Rückkehr